# Arrondissement de Mbane

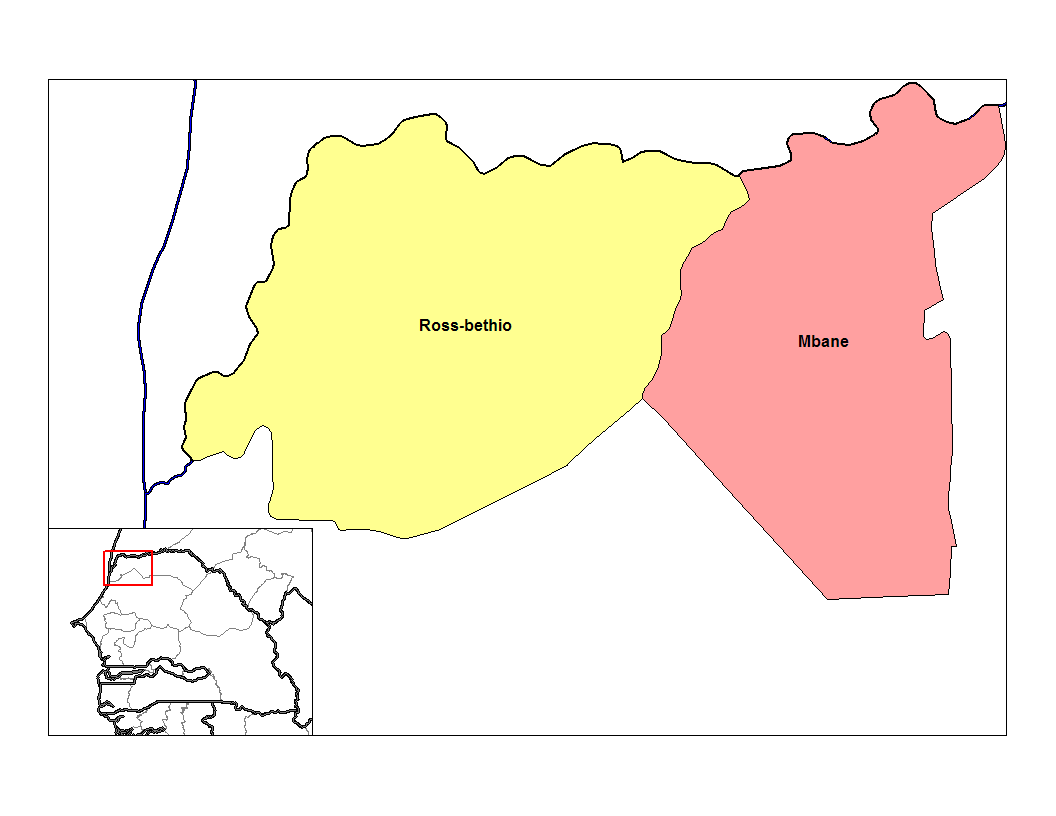
Dagana arrondissements.
Carte des arrondissements du département de Dagana au Sénégal.

L'arrondissement de Mbane est l'un des arrondissements du Sénégal. Il est situé dans le département de Dagana et la région de Saint-Louis, dans le nord du pays.
Il compte deux communautés rurales :
- Communauté rurale de Bokhol
- Communauté rurale de Mbane

Son chef-lieu est Mbane.